# Ágios Achíllios
Ágios Achíllios, en grec moderne : Άγιος Αχίλλειος, est une île et un village du dème de Préspes, district régional de Flórina, en Macédoine-Occidentale, Grèce. 
Selon le recensement de 2011, la population du village compte 21 habitants.